# イントロデュース・ユアセルフ
『イントロデュース・ユアセルフ』（Introduce Yourself）は、アメリカ合衆国のオルタナティヴ・メタル・バンド、フェイス・ノー・モアが1987年に発表した2作目のスタジオ・アルバム。バンドのメジャー・デビュー作に当たる。

## 解説
バンドはロス・ロボスのメンバーであるスティーヴ・バーリンの推薦によりスラッシュ・レコードとの契約を得た。バーリンは本作の共同プロデューサーも務め、2012年のインタビューではレコーディング当時の様子に関して「彼らは恐ろしいほど入念にリハーサルをしていた。どの曲も完成されていて、アレンジを加える必要は殆どなかった」と語っている。「We Care a Lot」は、バンドのデビュー作『ウィー・ケア・ア・ロット』（1985年）で発表された曲の再録音である。
Greg Pratoはオールミュージックにおいて5点満点中4点を付け「バンドの構成要素はすべて盛り込まれているが、前作と同様、超絶ボーカリストであるマイク・パットンの存在を欠いている」としながらも「首尾一貫した面白いアルバムで、モズレーの調子外れなボーカルも、おおむね徐々に癖になる魅力がある」と評している。また、Stephen Thomas Erlewineは「前作よりもまとまりが良く印象的な作品で、ここで初めて、ラップとメタルの要素が互いに喧嘩することなく共存した」と評している。

## 収録曲
全曲ともフェイス・ノー・モア作曲。作詞は「イントロデュース・ユアセルフ」と「ウィ・ケア・ア・ロット」がチャック・モズレーとロディ・ボッタムの共作、その他の曲はモズレーによる。
1. ファスター・ディスコ - "Faster Disco" - 4:16
2. アンの歌 - "Anne's Song" - 4:46
3. イントロデュース・ユアセルフ - "Introduce Yourself" - 1:32
4. チャイニーズ・アリスメティック - "Chinese Arithmetic" - 4:37
5. デス・マーチ - "Death March" - 3:00
6. ウィ・ケア・ア・ロット - "We Care a Lot" - 4:02
7. ロックン・ロール - "R n' R" - 3:12
8. ザ・クラブ・ソング - "The Crab Song" - 5:53
9. ブラッド - "Blood" - 3:41
10. スピリット - "Spirit" - 2:53

## 参加ミュージシャン
- チャック・モズレー - ボーカル
- ジム・マーティン - ギター、バッキング・ボーカル
- ロディ・ボッタム - キーボード、バッキング・ボーカル
- ビリー・グールド - ベース、バッキング・ボーカル
- マイク・ボーディン - ドラムス、コンガ、バッキング・ボーカル